# Aktionsart
Die Aktionsart (auch als Handlungsstufe, Phasenbedeutung, Situationsaspekt, Situationssorte, lexikalischer Aspekt bezeichnet) ist ein Begriff aus der Sprachwissenschaft für eine Klassifikation von Verben, die sich aus der unterschiedlichen Verlaufsweise und Begrenzung des bezeichneten Geschehens ergibt. In erster Linie handelt es sich um Bedeutungsklassen, ihnen können u. U. aber auch Formklassen entsprechen.
Die Aktionsart bezieht sich, in den Worten der Duden-Grammatik, „auf Zusammenhänge zwischen dem vom Verb bezeichneten Geschehen oder Sachverhalt und dem Verlauf der Zeit“, muss hierbei aber vom Aspekt unterschieden werden. Während der Aspekt eine morphologisch-grammatische Erscheinung ist, gehört die Aktionsart in den Bereich der Wortbedeutung einzelner Verben. Die Bezeichnungen Situationsaspekt oder lexikalischer Aspekt für Aktionsart sind also missverständlich und müssen vom reinen Aspekt (grammatischen Aspekt, manchmal auch Perspektivenaspekt) abgegrenzt werden.
Die Aktionsart eines Verbs charakterisiert unter anderem den Verlauf, die Ausdehnung und das Ergebnis eines Vorgangs.
Beispiel:
```
Er suchte sein Auto zwanzig Minuten lang.
?? Er fand sein Auto zwanzig Minuten lang wieder.
```

Der erste Beispielsatz ist akzeptabel, man kann ein Auto „eine gewisse Zeit lang suchen“, hingegen kann man ein Auto nicht „stundenlang finden“. Der Grund der Inakzeptabilität hängt mit der inhärenten zeitlichen Struktur des durch das Verb ausgedrückten Ereignisses zusammen. Während „suchen“ ein zeitlich ausgedehntes Ereignis versprachlicht, drückt das Verb „wiederfinden“ ein punktuelles Ereignis aus. Dies zeigt sich dann auch an der Unvereinbarkeit mit einem durativen Zeitadverbial.
Auch wenn die Aktionsart eines Verbs lexikalischer Natur ist, kann sie dennoch durch morphologische Mittel am Verb signalisiert werden (es handelt sich dann aber um Wortbildung, nicht um Flexion), oder sie kann unmarkiert sein und allein aus der Verbbedeutung hervorgehen. Das Deutsche verfügt durch seine Verbalpräfixe über ein lexikalisches Mittel, um zu einem Verbstamm Varianten mit verschiedener Aktionsart zu bilden: So bezeichnet „verblühen“ das Ende der Situation „blühen“ (also eine egressive Aktionsart) oder „loslaufen“ das Einsetzen der Handlung, die als „laufen“ bezeichnet wird (ingressive Aktionsart); „blühen“ und „laufen“ an sich sind hingegen durative Verben. So werden Aktionsarten in der Verbbedeutung ausgedrückt; Aspekte dagegen sind grammatikalisiert und werden durch Kontraste zwischen Verbformen (also im Verbalparadigma) ausgedrückt. Das Deutsche hat im angegebenen Sinne Aktionsarten, wie auch die Beispiele zeigen, aber keinen Aspekt.
Es gibt Analogien zur Aktionsart im Bereich der Substantive, nämlich in der Unterscheidung zwischen zählbaren Substantiven und Massenausdrücken (etwa Stoffnamen). So kann ein Substantiv für ein abgegrenztes Objekt stehen, etwa „Apfel“ oder für ein homogenes Aggregat, z. B. „Apfelmus“. Dieser Kontrast verhält sich ähnlich wie der zwischen dem punktuellen Verb „finden“ und dem durativen „suchen“.

## Zur Begriffsgeschichte
Die Begriffe „Aspekt“ und „Aktionsart“ (auch Art der Handlung, Zeitart) wurden im 19. Jahrhundert für ähnliche Phänomene, teilweise sogar synonym gebraucht. Ursprünglich war der Begriff „Aktionsart“ von Karl Brugmann (1885) geprägt worden. Er ersetzte den von Georg Curtius geprägten Begriff der „Zeitart“.

Im Jahr 1908 formulierte der Slawist Sigurd Agrell (1881–1937) erstmals eine Differenzierung der beiden Begriffe: 

„Unter Aktionsart verstehe ich […] nicht die beiden Hauptkategorien des slawischen Zeitwortes, die unvollendete und die vollendete Handlungsform (das Imperfektivum und das Perfektivum) — diese nenne ich Aspekte. Mit dem Ausdrucke Aktionsart bezeichne ich bisher fast gar nicht beachtete — geschweige denn klassifizierte — Bedeutungsfunktionen der Verbalkomposita […], die genauer ausdrücken wie die Handlung vollbracht wird, die Art und Weise ihrer Ausführung markieren.“

 Diese Definition fand weite Verbreitung in der Slawistik; als Ersatz für die Verwendung von Aktionsart für die semantische Grundbedeutung eines Verbs schlug der Slawist Alexander Issatschenko 1962 den Begriff Verbalcharakter vor. In der übrigen Linguistik wurde der Begriff Aktionsart jedoch weiterhin zur Kennzeichnung sowohl für die „semantische“ Aktionsart, die einem Verb innewohnt, als auch (besonders in der Altphilologie) für die Klassifikation der semantischen Unterschiede verschiedener Konjugationsformen verwendet. Wendt beispielsweise unterscheidet die durch subjektive Anschauung festgelegten Aspekte von den objektiv verlaufenden Aktionsarten und verweist zum Beispiel auf die gelegentliche Realisierung auch des Aspekts in zwei verschiedenen Wörtern in den slawischen Sprachen.
In der neueren Linguistik verbreitete sich schließlich die Unterscheidung Aspekt als grammatikalischer Begriff der Flexionsmorphologie und Syntax vs. Aktionsart als lexikalischer Begriff der Derivationsmorphologie und zur semantischen Klassifizierung von Verben. Gelegentlich wurde sogar vorgeschlagen, den Begriff Aktionsart ganz fallen zu lassen und nur zwischen der „grammatikalischen Kategorie Aspekt“, „aspektualer Klassifikation von Verben“ und „aspektualen Verben“ zu differenzieren. Die Diskussion um die Verwendung des Begriffs Aktionsart ist heute noch nicht abgeschlossen.
In Abgrenzung zum Begriff Aspekt verwendet die englische Sprache neben aktionsart gelegentlich auch manner of action, im Spanischen verwendet man clase de acción o modo de acción, das Polnische spricht von rodzaj czynności, der französische Begriff caractère de l’action hat sich nicht durchsetzen können.

## Übersicht über die Aktionsarten
Die Fachbegriffe für die Aktionsart sind nicht immer genau voneinander abgegrenzt und variieren je nach sprachwissenschaftlicher Fachrichtung. Auch die Kriterien für die Abgrenzung der Aktionsarten voneinander sind umstritten; manchmal können sich auch Kategorien überlappen. Die folgende Übersicht orientiert sich an Metzler.
- Durativ (lateinisch: durare, „dauern“, andere Bezeichnungen Aterminativ, Kontinuativ, Kursiv) bezeichnet eine Situation, deren zeitliche Ausdehnung unbestimmt ist und einen gewissen Zeitraum andauert.
  - Delimitativ (lateinisch: delimitatus, „abgeschwächt“) beschreibt einen Vorgang, der eine gewisse Zeit andauert, zum Beispiel russisch: читать (tschitat') „lesen“, почитать (potschitat') „ein bisschen lesen“, „anlesen“.
  - Kontinuativ (englisch: auch continuous) drückt einen gerade verlaufenden Vorgang aus. In manchen Sprachen ist hierfür eine Aspekt-Kategorie verfügbar, in romanischen Sprachen und im Deutschen gibt es aber Konstruktionen wie dabei sein, etwas zu tun, die kein entwickelter grammatischer Aspekt sind.
  - In einer anderen Bedeutung bezeichnet Kontinuativ auch eine Kategorie der Fortsetzung, z. B. „weiterreden“. Siehe hierzu auch die Darstellung des Adverbs „noch“ im Artikel Temporaladverbial #Phasenadverbiale.
  - Perdurativ (lateinisch: perdurare, „andauern“) beschreibt einen dauernden Vorgang oder Zustand mit Abschluss, Beispiel russisch: спать (spat') „schlafen“, проспать всю ночь (prospat' wsju notsch') „die ganze Nacht über schlafen“, „durchschlafen“.
  - Iterativ (lateinisch: iterare, „wiederholen“, auch Frequentativ, Repetitiv, Multiplikativ) bezeichnet einen Vorgang, der aus einzelnen Wiederholungen zusammengesetzt ist; zum Beispiel „(5 Minuten lang) klopfen“.
  - Inkrementiv (lateinisch: incrementum, „Wachstum“) bezeichnet einen zunehmenden Prozess, Beispiel span. fue comprendiendo „war zunehmend verstehend“.
  - Atelisch (griechisch: α- un-, nicht; τέλος Ziel, Ende) Verben, die Zustände oder Relationen bezeichnen, oder auch dynamische Vorgänge, Prozesse, oder Aktivitäten, die aber keinen Kulminations- oder Endpunkt bezeichnen, „blühen“, „wohnen“, „träumen“

- Punktuell (Punktativ) fasst Aktionsarten zusammen, die einen abgeschlossenen, plötzlichen Vorgang oder den Anfangs- oder Endpunkt eines Vorgangs bezeichnen
  - Momentan bezeichnet einen einmaligen, momentan ablaufenden Vorgang.
  - Semelfaktiv (lateinisch: semel, einmal; facere, machen) bezeichnet einen singulären, einmaligen Vorgang, der wiederholbar wäre, zum Beispiel (einmal) klopfen
  - Ingressiv (lateinisch: ingressum, „begonnen“, auch Initiv) bezeichnet den Beginn einer Handlung, man wendet die Aufmerksamkeit auf den Ausgangspunkt der Handlung, welche als ganzheitliches, in sich geschlossenes Geschehen aufgefasst wird (Beginn), Beispiel italienisch avevo „ich hatte (durativ)“: „ich besaß“ vs. ebbi „ich hatte (ingressiv)“: „ich bekam“.
  - Imminentiell (lateinisch: imminentia, das Bedrohende): drückt unmittelbar bevorstehende Handlungen aus (Vorbereitung).
  - Inchoativ (lateinisch: incoativum, „anfangend“, englisch: inceptive, auch Inzeptiv) bezeichnet den allmählichen Beginn einer Handlung, Beispiel altgriechisch: ἐράω (eraō) „ich liebe“, ἠράσθην (erasthēn) „ich verliebte mich“; „losrennen“
  - Evolutiv (lateinisch: evolutum, „entwickelt“) bezeichnet die Anfangsphase eines Vorgangs bzw. die Entwicklung zu dem Vorgang, dt. aufkeimen zu keimen
  - Mutativ (lateinisch: mutare, (ver)ändern, auch Transformativ) kennzeichnet eine Zustandsveränderung, Beispiel erkranken ~ krank werden
  - Egressiv (lateinisch: egressum, hinausgegangen, auch Effektiv) bezeichnet das Ende eines Vorgangs (Vollendung), Beispiel deutsch: verblühen zu blühen
  - Resultativ oder Konklusiv (lateinisch: resultatum, „Ergebnis“) bezeichnet das den Vorgang beschließende Ende oder Ergebnis eines Vorgangs (Vollendung), Beispiel (griechisch θνῄσκειν thnēskein, durativ) „(im) sterben (liegen)“, τεθνηκέναι (tethnēketai, resultativ) „(gestorben und nun) tot sein“, „erklimmen“
  - Finitiv (lateinisch: finire, „enden“) bezeichnet das (auch plötzliche) Ende eines Vorgangs, Beispiel dt. verschwinden zu schwinden.
  - Kompletiv (lat. completus, vervollständigt) bezeichnet das Zuendeführen eines Vorgangs, Beispiel russ. писать (pisat') „schreiben“,  дописывать (dopisyvat') „fertigschreiben“
  - Distributiv (lat. distribuere „verteilen“) beschreibt das Ergebnis einer sich mehrfach vollzogenen Handlung, Beispiel russ. болеть (bolet') „leiden“, „krank sein“, переболеть (perebolet') „nacheinander krank sein“
  - Gnomisch (griechisch γνώμη (gnōmē), „Meinung“, „Erkenntnis“) bezeichnet eine abgeschlossene, mehrfach vollzogene Handlung in Hinblick auf ihre allgemeingültige, sprichwörtliche Bedeutung, Beispiel: „Man hat schon Pferde vor der Apotheke kotzen sehen“.
  - Telisch (griechisch: τέλος Ziel, Ende) sind Verben dann, wenn sie Tatbestände eines über eine gewisse Zeit hinweg andauernden Ereignisses mit einer Anfangs- oder Endphase ausdrücken. Oder die Folge sachlich zusammenhängender Ereignisse darstellen. Wenn sie Ereignisse mit einem natürlichen (Anfangs-)Endpunkt beschreiben.

- Aktionsarten, die den Grad der Intensität oder andere qualitative Funktionen ausdrücken
  - Attenuativ (lateinisch: attenuatum, „abgeschwächt“), bezeichnet eine schwächere oder harmlosere Qualität als das Grundverb: italienisch: cantare „singen“, canterellare „trällern“, „vor sich hin singen“
  - Kausativ (lateinisch: causa, „Ursache“) bezeichnet die Veranlassung zu einer Handlung, deutsch fällen zu ‚fallen‘. Er wird im Sanskrit, in den semitischen und türkischen Sprachen als Konjugationsform ausgedrückt.
  - Faktitiv (lateinisch: factio „Tun“, „Handeln“) beschreibt eine Handlung, die einen Zustandswechsel bewirkt, Beispiele dt. trocknen, leeren
  - Intensiv-iterativ beschreibt einen Vorgang als mühsam oder schwierig, Beispiel russ. писать (pisat') „schreiben“, выписать (vypisat') „herausschreiben“, выписывать (vypisyvat') „mühsam Buchstaben malen“
  - Intensiv-semelfaktiv beschreibt einen gegenüber der Bedeutung des Grundverbs einmaligen, heftigen Vorgang, Beispiel russ. толкать (tolkat') „stoßen“, толкнуть (tolknut') „einen Stoß versetzen“, толкануть (tolkanut') „anrempeln“
  - Diminutiv-iterativ (lat. diminuere, „abnehmen“, in der Germanistik auch Desidertivum) bezeichnet einen Vorgang, der sich regelmäßig und mehrfach, jedoch mit geringerer Intensität wiederholt, Beispiel dt. raten – rätseln
  - Kumulativ (lateinisch: cumulus, „Anhäufung“) bezeichnet, dass sich die Handlung auf eine Menge von Objekten bezieht, Beispiel russ. нарвать (narwat') „pflücken“, нарывать (цветов)(naryvat' tswetow) „eine Menge (Blumen) pflücken“
  - Total (lateinisch: totus, „ganz“) bezeichnet eine Aktionsart, die das ganze oder alle Objekte umfasst, Beispiel russ. писать (pisat') „schreiben“, исписывать (ispisyvat') „vollschreiben“
  - Desiderativ (lateinisch: desiderare, „ersehnen“) bezeichnet den Wunsch, dass ein Vorgang sich einstelle, zum Beispiel lateinisch: edere „essen“, esurire „essen wollen; hungrig sein“. Der Desiderativ des Sanskrit wird gemeinhin nicht als Aktionsart bezeichnet.
  - Konativ (lateinisch: conari, „versuchen“) hat eine ähnliche semantische Funktion wie der Desiderativ; er bezeichnet den Versuch, das Bemühen, dass etwas geschehe, zum Beispiel lateinisch: abibat „er versuchte wegzugehen“, „er wollte weggehen“

## Erscheinungsformen der Aktionsart

### Aktionsarten in der Wortbildung
Wenn die Aktionsart nicht durch eine spezielle Markierung sichtbar gemacht wird, geht man davon aus, dass sie Bestandteil der lexikalischen Bedeutung des Verbstamms ist. Verben, die keine spezifische Aktionsart ausdrücken, nennt man aktionsartneutral, so zum Beispiel die verba simplicia, die Grundverben der slawischen Sprachen. Ob im Deutschen jedes Verb eine Aktionsart ausdrückt oder nur bestimmte oder nur abgeleitete, ist umstritten.
Das Verb ruhen zum Beispiel beschreibt einen Zustand (durativ), während das Verb finden ein einmaliges Ereignis (punktuell) beschreibt. Das Verb aufgehen beschreibt die Veränderung eines Zustandes (mutativ), während öffnen das Verursachen eines Vorgangs (kausativ) beschreibt. Im Deutschen gibt es Verbpaare, die unterschiedliche Aktionsarten eines Vorgangs wiedergeben:
- sterben – töten (kausativ) „veranlassen, dass jemand stirbt“

Die Sprache hat verschiedene Formbildungs- (morphologische) Mittel entwickelt, Verben verschiedener Aktionsarten zu bilden. Zu diesen Mitteln gehören Veränderungen des Wortstamms (stehen – stellen, „machen, dass etwas steht“), das Verändern des Stammvokals (Umlaut, fallen – fällen, „bewirken, dass etwas fällt“, oder Ablaut – oft mit Umlaut – „trinken“ – „tränken“, „jemanden trinken lassen“), das Anhängen (Suffigieren) bestimmter Laute oder Silben an den Wortstamm (husten – hüsteln, „immer wieder ein bisschen husten“) oder das Anfügen von Silben oder anderen Wörtern, wobei letzteres als Komposition bezeichnet wird (laufen – loslaufen, „zu laufen beginnen“ – weiterlaufen, „das Laufen fortsetzen“). Die slawischen Sprachen haben ein komplexes System entwickelt, Aktionsarten durch morphologische Ableitungen (Derivationen) auszudrücken, so sind die slawischen Klassifikationen der Aktionsarten äußerst differenziert.
Verbale Präfixe haben im Deutschen häufig einen Einfluss auf die Aktionsart eines Verbs. So ändert etwa die Verwendung des Präfixes „er-“ in Verben wie „erwachen“ aus „wachen“ die Aktionsart von activity („wachen“: dynamisch, durativ und atelisch) in achievement („erwachen“: dynamisch, punktuell und telisch).
Im Hebräischen werden durch Ableitung sieben Verbstämme (binjanim) von einem meist dreikonsonantigen Grundstamm abgeleitet, mit ihnen wird unter anderem das Genus Verbi, aber auch Aktionsarten wie Intensiv oder Kausativ ausgedrückt (Radikale קפצ k-p-tz; qal inf. abs. קפוץ kāpōtz „springen“; Kausativ inf. abs. הקפיץ hakpētz „springen lassen“, „zum Springen bringen“).

### Aktionsarten in Konjugation und Syntax
Aktionsarten lassen sich jedoch in einigen Sprachen auch ausdrücken, indem ein Verb verschiedene Formen ausbildet (Flexion) oder durch weitere Wörter näher bestimmt wird. So kann die Perfektform dixi („ich habe gesprochen“) von lateinisch dicere („sprechen“) bedeuten, dass der Sprecher alles Nötige gesagt hat und nichts mehr hinzufügen will, es drückt sich also in der Tempusform Perfekt eine resultative Aktionsart aus. Auch das alt- und neugriechische Verbalsystem drückt in den Tempora unterschiedliche Aktionsarten aus.
Aktionsarten als eigene Kategorien für die Konjugation finden sich in vielen Sprachen, so zum Beispiel im Sanskrit oder im Türkischen. Beispiele:
- Türkisch beklemek warten – bekletmek warten lassen (kausativ)
- Sanskrit rauti „er schreit“ – rorūyate „er schreit wiederholt“ (frequentativ) oder „er schreit sehr heftig“ (intensiv)

Wird die Aktionsart nicht durch Formen eines einzigen Wortes ausgedrückt, spricht man von periphrastischer (griech. περίφρασις periphrasis Umschreibung) oder analytischer Bildung. So umschreibt beispielsweise der deutsche Ausdruck ich war am Lesen die progressive Aktionsart oder die Periphrase commencer à + Infinitiv im Französischen die inchoative Aktionsart. Von besonderer Bedeutung ist diese Bildungsart bei Sprachen des analytischen und isolierenden Typs, die über keine eigentliche Flexion verfügen. Das Chinesische beispielsweise verwendet eigene Wörter, die ihre ursprüngliche Bedeutung verloren haben und nun die Aktionsart hinter dem Verb-Begriff markieren.
Schließlich kann die Aktionsart auch durch nähere, adverbiale Bestimmung des Verbs ausgedrückt werden, wie in dem Ausdruck „Plötzlich sah ich ihn“ (siehe auch Tabelle zu den Aktionsarten im Deutschen). Die Aktionsarten bestimmen die interpretatorischen Schlussfolgerungen, die ein Rezipient (Hörer, Leser) aus einem Satz herausziehen kann, da die Wahrheit einer Proposition von dem Zeitabschnitt bzw. Geschehensbegrenzung (vor allem) des Verbs abhängt, auf den sie referiert.

### Aktionsarten und Temporaladverbien
States (Zustände) und activities (Aktivitäten, Prozesse) sind mit Zeitdaueradverbialen kompatibel, hingegen sind achievements (punktueller Zustandswechsel) und accomplishments (allmählicher Zustandswechsel) dies normalerweise nicht, d. h., nicht ohne die Bedeutung zu verschieben.
```
Agilmar war eine Woche lang in der Stadt.
Ciela aß acht Minuten lang Eis.
```

```
* Friedrich trank eine Stunde lang ein Bier.
* Sengül verließ eine Stunde lang die Universität.
```

Accomplishments sind mit Zeitrahmenadverbialen kompatibel, die Aktionsarten states, activities und achievements nicht:
```
Agilmar trank in einer Stunde ein Bier.
```

```
* Ciela war in einer Stunde in der Stadt.
* Friedrich aß in fünf Minuten Eis.
* Sengül verließ in zehn Minuten die Universität.
```

States und achievements sind unmittelbar mit Zeitpunkt- oder Positionsadverbialen kompatibel, activities und accomplishments hingegen normalerweise nicht.
```
Agilmar war genau um acht Uhr in der Turnhalle.
Ciela verließ genau in diesem Moment den Sportplatz.
```

```
* Friedrich aß genau in dieser Sekunde Eis.
* Sengül trank genau um Mitternacht ein Bier.
```

## Aktionsarten in verschiedenen Sprachen

### Griechisch
Das Altgriechische gehört zu den Sprachen, in denen Aktionsarten auch in grammatikalisch realisierten Aspekt-Kategorien ausgedrückt werden (wie vermutlich auch das Ur-Indogermanische). Zwei dieser Aspekte kommen in einer Gegenwarts- und einer Vergangenheitsform vor, der aoristische Aspekt existiert im Indikativ nur als Vergangenheitsform. Das Futur des Altgriechischen ist eine reine Zeitstufe und drückt keine spezifische Aktionsart und keinen Aspekt aus.
Die folgende Tabelle gibt eine grobe Zuordnung von grammatischem Aspekt zu Aktionsarten wieder:
| Aspekt       | imperfektiv / paratatisch                          | perfektiv / aoristisch                                       | perfektisch / resultativ | grammatisch | nicht-deiktisch | vollendet, abgeschlossen / unvollendet; „situation-internal time (grammatical aspect)“ (Comrie 1976) | syntaktisch oder flektierend |
| Aktionsarten | durativ frequentativ / iterativ habituativ konativ | punktuell egressiv / effektiv inchoativ / ingressiv gnomisch | resultativ               | lexikalisch | nicht-deiktisch | Art und Weise des Handelns                                                                           | lexikalisch                  |
| Tempora      | Präsens, Imperfekt                                 | Aorist                                                       | Perfekt, Plusquamperfekt | grammatisch | deiktisch       | „situation-external time (tense)“ (Comrie 1976)                                                      | syntaktisch oder flektierend |

Die Neugriechische Sprache hat das Aspektsystem des Altgriechischen systematisiert und auf alle Zeitstufen (bis auf die Gegenwart) ausgeweitet. Die morphologisch-flektive Aspektdifferenzierung ist weiterhin ein sprachlich produktives Mittel zur Unterscheidung und Ausdruck von Aktionsarten. So drückt beispielsweise die Verbform „κοιμήθηκε“ (kimíthike) mit dem Aorist eine inchoative oder ingressive Aktionsart aus und muss ins Deutsche mit „er schlief ein“ übersetzt werden. Das durative „er schlief“ wird im Neugriechischen mit „κοιμόταν“ (kimótan) im imperfektiven Aspekt (siehe auch Paratatikos) ausgedrückt. Das Verb schlafen selbst steht semantisch in beiden Sprachen für eine dauerhafte Handlung. Um eine andere als die ihm innewohnende Aktionsart auszudrücken, wird das Verb im Deutschen also derivationsmorphologisch verändert, im Griechischen dagegen in einen anderen grammatischen Aspekt gesetzt.

### Slawische Sprachen
Bereits im Altkirchenslawischen, der ältesten schriftlich dokumentierten slawischen Sprachform, wurden aktionsartspezifizierte Derivate gebildet. So unterscheidet man bei den Verben der Bewegung morphologisch eine terminative und eine aterminative Aktionsart (iti, chod-iti „gehen“, nesti, nos-i-ti „tragen“) Das Aterminativum hatte iterative oder kausative Bedeutung. Man spricht bei letzterer Form auch von indeterminiert, bei der terminativen auch von determiniert.
Auf der morphologischen Basis dieser altslawischen Aktionsarten bildete sich das auch binäre Aspektsystem der modernen slawischen Sprachen aus.
In den modernen slawischen Sprachen werden Aktionsarten durch eine Fülle von Affixen ausgedrückt, die in vielfacher Weise dem Begriff des Ausgangsverbs eine zusätzliche Bedeutung verleihen können, wobei die ursprüngliche Bedeutung des Ausgangsverbs jedoch erhalten bleibt.
Sie werden morphologisch durch Präfixe, Infixe und Suffixe, Laut- und Akzentwechsel realisiert, wobei durch dasselbe Bildungsschema auch unterschiedliche Aktionsarten ausgedrückt werden können (Beispiele aus dem Russischen):
- Präfix + Lautwechsel: идти idti „gehen“ – по-йти pojti „losgehen“
- Infix + Lautwechsel: прыгать prygat’ „springen“ – прыг-ну-ть prygnut „einmal springen“
- Präfix + Infix: пить pit’ „trinken“ – по-пи-ва-ть popiwat „von Zeit zu Zeit ein Schlückchen trinken“
- Präfix + Suffix: болтать boltat’ „schwatzen“ – раз-болтать-ся rasboltatsja „ins Schwatzen kommen“

Meist wechselt zwischen Grundverb und Derivat auch der grammatikalische Aspekt, das heißt aus dem imperfektiven Verb „gehen“ wird das perfektive „losgehen“.
Beispiel für Aktionsarten, die sich im polnischen Präfix po- ausdrücken:
- inchoativ: kochać „lieben“ – pokochać „liebgewinnen“, „sich verlieben“
- ingressiv: jechać „fahren“ – pojechać „losfahren“
- distributiv: wiązać „binden“ – powiązać „(viele, alle) zusammenbinden“
- delimitativ: czytać „lesen“ – poczytać „ein bisschen lesen“
- resultativ: grzebać „graben“ – pogrzebać „begraben“

Das Präfix po- kennzeichnet bei einigen Verben jedoch auch schlicht den perfektiven Aspekt, zum Beispiel błogosławić „segnen“ (imp.) – pobłogosławić „segnen“ (perf.), es wird hier also „rein aspektuell“ eingesetzt. In diesem Fall spricht die Slawistik nicht von Aktionsart. Auch in der Slawistik gibt es Tendenzen, auf den Begriff Aktionsart zu verzichten und beispielsweise von „Funktion des Derivats“ zu sprechen.
Ein ukrainisches Doppelpräfix popo- wird für den Ausdruck des wiederkehrenden Intensivs verwendet.

### Romanische Sprachen
Mit der Entwicklung der romanischen Sprachen nahm die Tendenz zu, Aktionsarten syntaktisch auszudrücken. Dennoch finden sich neben den Weiterentwicklungen lateinischer Derivate auch nachlateinische morphologische Ableitungen von Grundverben, so beispielsweise im Französischen (-et, frequentativ-diminutiv: craquer „krachen“, „knacken“ – craqu-et-er „knistern“; -el, kausativ craqu-el-er „rissig machen“, „beschädigen“, -ot, frequentativ-iterativ: siffler „pfeifen“ siffl-ot-er „vor sich hin pfeifen“) oder im Italienischen (-icchi, -acchi, meist mit attenuativer (abschwächender) Bedeutung: dormire „schlafen“ – dormicchiare „schlummern“, bruciare „brennen“ – bruciacchiare „anbrennen“).
Im Spanischen ist eine synthetische Markierung der Aktionsart seltener, im Vergleich zur analytischen Darstellung in Verbalperiphrasen. Der Grund hierzu liegt darin, dass viele der synthetisch gebildeten Aktionsartverben im Spanischen stark lexikalisiert sind.

### Deutsch
Eine in der Germanistik verbreitete Einteilung sieht wie folgt aus. Die Kategorien sind dabei teils morphologisch-derivationell, teils rein semantisch und teils auch syntaktisch begründet.
- Die aktionalen Hauptkategorien. Hier tauchen oft die Begriffe durativ/nicht-durativ auf, d. h. eine Kategorie ist negativ bestimmt. Anstatt ‚durativ‘ erscheinen auch die Ausdrücke aterminativ, kontinuativ, kursiv, immutativ, unvollendet, atelisch, am häufigsten imperfektiv. Für ‚nicht-durativ‘ hat die Germanistik auch die Ausdrücke terminativ, mutativ, vollendet, telisch, am häufigsten perfektiv parat.

Die aktionale Kategorie des imperfektiv kennzeichnet einen Vorgang, der nicht auf ein Resultat hinstrebt, das sich vom Anfangszustand unterscheidet, sondern er endet einfach, so wie er begonnen hat: schlafen, wachen, leben, meditieren, betrachten.
Hingegen verändern sich perfektive Vorgänge beständig und enden in einem Ergebnis: einschlafen, erwachen, sterben, auferstehen, erblicken.
Lexikalisch können viele Verben der einen oder der anderen Gruppe zugeordnet werden. Im Althochdeutschen aber auch noch im Mittelhochdeutschen werden die Präfixe ga- bzw. gi-, vor den Verben genutzt um imperfektive Verbformen in perfektive zu wandeln „ich sah“ das dauerhafte Sehen, imperfektiv zu „ich gesah“ ich erblickte, perfektiv.
Die Abgrenzungskriterien sind oft die folgenden:
- Durative Verben bez. etwas Unvollendetes, Unabgeschlossenes, Dauerhaftes, nicht-durative Verben dagegen sind von ihrer Bedeutung her durch zeitliche Begrenztheit und Zielgerichtetheit gekennzeichnet
- Durative Verben vertragen sich mit Daueradverbialien wie ‚eine Stunde lang‘, nicht-durative dagegen nicht, sondern eher mit Temporaladverbialien wie in einer Stunde: „Sie suchte den Schlüssel eine Stunde lang“, aber: *„Sie fand den Schlüssel eine Stunde lang“; eher „sie fand den Schlüssel in einer Stunde“
- Nicht-durative Verben bilden beide Passivformen („Der Schlüssel wird/ist gefunden“), durative dagegen nur ein werden-Passiv („Der Schlüssel wird gesucht“; aber *„Der Schlüssel ist gesucht“)
- Nicht-durative Verben neigen eher zum sog. futurischen Präsens als durative
- Durative Verben bilden ihre Perfektformen vielfach mit haben (außer sein und bleiben, Bewegungsverben, sowie im südlichen deutschen Sprachraum stehen, liegen und sitzen)[24]

#### Subkategorien der durativen Aktionsarten
Die Unterkategorien der durativen Aktionsarten sind:
- Die iterative Aktionsart, die bez., dass etwas wiederholt, mehrmals (regelmäßig, gewöhnlich) geschieht, zum Beispiel sticheln ~ ‚öfter stechen‘
- Die intensive Aktionsart. Sie bez. ein Geschehen, das durch hohe (erhöhte) Intensität gekennzeichnet ist, zum Beispiel schnitzen ~ ‚stark schneiden‘
- Die diminutive (auch genannt: attenuative) Aktionsart. Sie markiert Geschehen geringerer (verringerter) Intensität, zum Beispiel tänzeln ~ ‚ein bisschen tanzen‘
- Die intransformative[25] Aktionsart. Verben dieses Typs bez., dass sich am gegebenen Zustand ausdrücklich nichts ändert, zum Beispiel behalten

#### Subkategorien der nicht-durativen Verben
Die Unterkategorien der nicht-durativen Aktionsarten sind:
- Die inchoative (Synonyme: ingressive, inzeptive, initive) Aktionsart. Sie deutet auf einem Anfang, einen (allmählichen) Beginn, den Austritt aus einem alten Zustand und den Eintritt in einen neuen Zustand. Gelegentlich werden die Termini ‚inchoativ/inzeptiv‘ und ‚ingressiv/initiv‘ differenziert, indem man erstere als Aktionsart des allmählichen Beginns und letztere als Aktionsart des plötzlichen Beginns festlegt (einschlafen vs. aufspritzen).
- Die resultative (andere Fachausdrücke: konklusiv (etwas veraltet), effektiv, egressiv sowie terminativ, perfektiv, telisch, finitiv, delimitativ) Aktionsart. Resultative Verben bez. den Austritt aus einem Zustand (aber nicht den Eintritt in einen neuen) zuzüglich Verlauf und sollen daran zu erkennen sein, dass ihre „imperfektive Variante nicht die perfektive impliziert“ (Lexikon der Sprachwissenschaft, Eintrag ‚resultativ‘), zum Beispiel „Das Haus ist am Verbrennen“ impliziert nicht, dass das Haus am Ende vollkommen verbrannt sein wird. Seltener findet sich hierbei eine Unterscheidung nach ‚allmählich‘ und ‚plötzlich‘ (verbrennen vs. finden = ‚nicht mehr im Zustand des Suchens sein‘), wobei man ersteres als konklusiv (resultativ), letzteres als egressiv benennt.

‚Resultativ‘ und ‚inchoativ‘ werden ab und an zu transformativ oder mutativ zusammengefasst, es kommt aber auch vor, dass ‚transformativ‘ als eigene Aktionsart für Verben wie rosten angesetzt wird und dann parallel zu ‚perfektiv, mutativ‘ und/oder ‚resultativ‘ verwendet wird.
- Auch üblich in deutschen Grammatiken ist es, Aktionsarten des plötzlichen Zustandswechsels als punktuell oder momentan zusammenzufassen. Entsprechende Verben bilden mit Daueradverbialien nur ungrammatische Sätze: *„sie stöhnt eine Stunde lang auf“ /*„er findet die Lösung eine Stunde lang“? Das liegt daran, dass solche Verben einen schnellen Situationswechsel bezeichnen.

Das sind die meistgenannten Kategorien. Aktionsarten wie die komitative, die konative, die distributive und viele andere werden in deutschen Grammatiken nicht erwähnt, woraus zu schließen ist, dass slawistische Aktionsarteneinteilungen wesentlich präziser und differenzierter sind.
Nun zu den Mitteln, wie sich die einzelnen Aktionsarten im Deutschen ausdrücken lassen. Ausgegangen wird von derivations-morphologischen, analytischen und syntaktischen Mitteln. Unter der ersten Einordnung fallen Affixbildungen/Komposita, unter der zweiten Verbalkomplexe mit Hilfsverb + einer der drei Infinitivtypen (reiner, zu-Infinitiv, substantivierter Infinitiv) und unter der dritten Adverbien-Zusätze u. a.
|                             | DERIVATIONSMORPHOLOGISCH                                                                        | ANALYTISCH                                                                         | SYNTAKTISCH |
| --------------------------- | ----------------------------------------------------------------------------------------------- | ---------------------------------------------------------------------------------- | --- |
| DURATIVE AKTIONSART         |                                                                                                 |                                                                                    | Wahl eines Präpositionalobjekts statt Akkusativobjekt (an einem / einen Roman schreiben) Adverbien wie ununterbrochen, pausenlos u. a.                            |
| Iterative Aktionsart        | Suffix -ln und evtl. Vokalwechsel (tropfen → tröpfeln) Präfix wieder-                           |                                                                                    | Fügungen mit Verb und Verb (z. B. „er rannte und rannte“), Adverbien wie mehrmals, oft, immer wieder, früher u. a.                                                |
| Intensive Aktionsart        | Expressive Konsonantenschärfung (hören → horchen) Verbpartikeln wie voll- (volltanken)          |                                                                                    | Adverbien wie stark, heftig, sehr |
| Deminutive Aktionsart       | Suffix -ln, evtl. Vokalwechsel                                                                  |                                                                                    | Fügungen wie ein wenig, ein bisschen |
| Intransformative Aktionsart | Verbpartikel weiter-                                                                            | bleiben + am + Infinitiv, bleiben + Infinitiv (auch als Absentivkonstruktion bez.) | Fügungen wie immer noch, weiterhin u. a. |
| Perdurative Aktionsart      | Verbpartikel durch-                                                                             |                                                                                    | Verwendung eines Temporaladverbials im Akkusativ (wir haben die ganze Nacht durchgewacht)                                                                         |
| NICHT-DURATIVE AKTIONSART   |                                                                                                 |                                                                                    | |
| Semelfaktive Aktionsart     | Verbalpartikeln wie auf- (auflachen, aufklingen)                                                |                                                                                    | Fügungen mit Adverbien wie plötzlich, einmal, u. a. Im Satzzusammenhang mit Objekt in Singular erkennbar („er sieht eine Katze“ vs. „er sieht seine Katze gerne“) |
| Inchoative Aktionsart       | Präfixe wie ent-, er- (entflammen, erblühen) Verbpartikeln wie los- (loslaufen), an- (anfahren) | anfangen/beginnen + zu-Infinitiv (auch Phasenverbkonstruktion genannt)             | Fügungen wie allmählich, nach und nach u. a. |
| Resultative Aktionsart      | Präfixe wie ver- (verblühen) Verbpartikeln wie aus- (ausbrennen)                                | aufhören + zu-Infinitiv (auch Phasenverbkonstruktion genannt)                      | Fügungen wie nicht mehr u. a. |

Der Ausdruck der anderen unter ‚nicht-durativ‘ aufgeführten Aktionsarten ist auf Adverbien angewiesen.